# Bianca Castanho
Bianca Castanho Pereira (Santa María, Río Grande del Sur, 25 de enero de 1979) es una actriz brasileña.

## Trayectoria

### Telenovelas
- 2018: Detetives do Prédio Azul, gato grande / Catherine Grant, temporada 11
- 2015: Pequenos Campeões, presentadora
- 2014: Milagros de Jesús, Zima
- 2013: Dona Xepa, Beatriz Sampaio
- 2012: Rey David, Selima
- 2009: Promessas de Amor, Armanda
- 2007: Amor e intrigas, Antônia Fraga
- 2006: Cristal, Cristina Ascânio
- 2004: Esmeralda, Esmeralda Casagrande
- 2003: Canavial de Paixões, Clara Feberman Santos
- 2002: O Beijo do Vampiro, Ciça
- 2001: Malhação, Valéria Oliveira
- 2001: A Turma do Didi, Juli Santana / Azazel
- 2000: Uga-Uga, Ametista
- 1999: Terra Nostra, Florinda
- 1998: Você Decide, Ana Sampaio

## Cine
| Cine | Cine       | Cine   |
| Año  | Título     | Papel  |
| ---- | ---------- | ------ |
| 2002 | A Partilha | Ângela |

## Teatro
| Peças | Peças                                             | Peças    |
| Año   | Título                                            | Papel    |
| ----- | ------------------------------------------------- | -------- |
| 1999  | O Burguês Fidalgo                                 | Fernanda |
| 2001  | Rei Lear                                          | Cordélia |
| 2002  | A.M.I.G.A.S.                                      | Aline    |
| 2015  | Foi você quem pediu para eu contar minha história |          |